# مردم جاوه‌ای
مردم جاوه‌ای (به جاوه‌ای: ꦮꦺꦴꦁꦗꦮ) قومیت بومی مردمان آسترونزیایی در بخش مرکزی و شرقی جزیره جاوه کشور اندونزی هستند که با بیش از ۱۰۰ میلیون نفر، بزرگ‌ترین گروه قومی در اندونزی و در کل جنوب شرق آسیا محسوب می‌شوند. زبان مادری آنها زبان جاوه‌ای است و از نظر تعداد گویشوران بومی بزرگ‌ترین زبان منطقه‌ای در بین زبان‌های آسترونزیایی است. مردم جاوه ای به عنوان بزرگ‌ترین گروه قومی در منطقه، از لحاظ تاریخی بر چشم‌انداز اجتماعی، سیاسی و فرهنگی اندونزی و آسیای جنوب شرقی تسلط داشته‌اند.